# الکسی فدینا
الکسی فدینا (انگلیسی: Oleksii Fedyna؛ زادهٔ ۸ october ۱۹۸۷ (۳۷ سال)) ورزشکار ورزش شنا اهل اوکراین است.
وی در مسابقات کشوری و بین‌المللی در مجموع برندهٔ ۱۳ مدال طلا، ۳ مدال نقره، ۱ مدال برنز شده‌است.